# 중구 (대구 선거구)
중구는 대한민국의 옛 국회의원 선거구이다. 당시 대구광역시 중구 지역을 관할했다.

## 역사
제13대 국회의원 선거를 앞두고 중구·서구 선거구에서 중구 지역이 단독 선거구를 이루게 되면서 신설되었다.
제17대 국회의원 선거를 앞두고 중구의 인구가 하한선에 도달하지 못하면서 병합 대상이 되었고 남구 선거구와 통합되어 중구·남구 선거구를 형성하게 됨에 따라 폐지되었다.

## 역대 국회의원
| 선거   | 정당 | 정당         | 의원   |
| ------ | ---- | ------------ | ------ |
| 1988년 |      | 민주정의당   | 유수호 |
| 1992년 |      | 민주자유당   | 유수호 |
| 1996년 |      | 자유민주연합 | 박준규 |
| 2000년 |      | 한나라당     | 백승홍 |

## 역대 선거 결과

### 대한민국 제13대 국회의원 선거
|  | 56.87% |

|  | 37.83% |

|  | 3.32% |

|  | 1.31% |

|  | 0.65% |

### 대한민국 제14대 국회의원 선거
|  | 46.87% |

|  | 33.94% |

|  | 19.18% |

### 대한민국 제15대 국회의원 선거
|  | 33.26% |

|  | 32.22% |

|  | 13.55% |

|  | 9.03% |

|  | 6.95% |

|  | 2.12% |

|  | 1.86% |

|  | 0.64% |

|  | 0.31% |

### 대한민국 제16대 국회의원 선거
|  | 58.37% |

|  | 16.67% |

|  | 11.62% |

|  | 8.38% |

|  | 3.52% |

|  | 0.78% |

|  | 0.31% |

|  | 0.31% |